# Parachanna fayumensis
Parachanna fayumensis és una espècie extinta de peix pertanyent a la família dels cànnids, la qual només és coneguda gràcies als registres fòssils.

## Descripció
Es diferencia de Parachanna insignis, de Parachanna africana i de Parachanna obscura per la presència de dents elevades prominents amb alvèols dentals ben desenvolupats en una superfície ventral de l'extrem posterior del paraesfenoide.

## Origen
És l'espècie més antiga coneguda de la família dels cànnids a Àfrica gràcies a diversos ossos cranials de l'Eocè superior i de l'Oligocè inferior trobats a l'oasi del Faium, la qual cosa suggereix que la migració d'aquesta família des del subcontinent indi fins a Àfrica es va produir molt abans del Miocè.